# Habib Coulibaly
Habib Anas Coulibaly (* 11. November 2003 in Bouaké) ist ein ivorischer Fußballspieler.

## Karriere
Coulibaly begann seine Karriere in der Académie des Etoiles du Mandé in Mali. Im Januar 2023 wechselte er nach Spanien zum RCD Mallorca, für dessen Zweitmannschaft er spielen sollte. In der Saison 2022/23 kam er zu acht Einsätzen in der viertklassigen Segunda Federación, aus der Mallorca aber abstieg. In der Saison 2023/24 lief er anschließend elfmal in der Tercera Federación auf, Mallorca B stieg direkt wieder auf. Nach der Saison 2023/24 verließ er die Spanier.
Nach einem Jahr ohne Verein wechselte Coulibaly zur Saison 2025/26 zum österreichischen Bundesligisten TSV Hartberg, bei dem er einen bis 2027 laufenden Vertrag erhielt. Sein Debüt in der Bundesliga gab er im August 2025, als er am ersten Spieltag jener Saison gegen die WSG Tirol in der Startelf stand.